# Sadam Ali
Sadam Ali (* 26. September 1988 in Brooklyn, New York) ist ein US-amerikanischer Profiboxer.

## Amateurkarriere
Sadam Ali ist der Sohn muslimischer Einwanderer aus dem Jemen. Er begann im Alter von acht Jahren beim Bed-Stuy Boxing Club in Bedford–Stuyvesant mit dem Boxen. Animiert wurde er dazu von seinem jemenitischen Landsmann "Prince" Naseem Hamed, der in England Profi-Weltmeister im Federgewicht geworden war.
Sadam Ali ist jetzt Mitglied des Havoc Boxing Clubs.
Schon als Junior war er sehr erfolgreich und gewann u. a. die US-amerikanische Junioren-Meisterschaft, wurde PAL-Champion und Junior Olympic National Champion.
2006 wurde er in Chattanooga mit einem Punktsieg über Rico Ramos Sieger der National Golden Gloves der Senioren im Federgewicht. Bei den USA-Meisterschaften 2006 unterlag er jedoch schon im Viertelfinale gegen Luis Del Valle und belegte damit den 5. Platz. Seinen ersten Einsatz bei internationalen Meisterschaften absolvierte Sadam Ali bei den Junioren-Weltmeisterschaften 2006 in Agadir. Er siegte dort über Yavheni Ramaschkewitsch aus Belarus (22:12) und Paul Turcitu aus Rumänien (27:12) nach Punkten, unterlag aber im Viertelfinale gegen Yordan Frometa Gendry aus Kuba knapp nach Punkten (39:41) und belegte dadurch den 5. Platz.
Im Jahre 2007 gewann Sadam Ali erneut den National Golden Goves Titel, diesmal aber im Leichtgewicht mit einem Punktsieg über Stan Martyniouk. Bei den USA-Meisterschaften 2007 schied er aber wieder schon im Viertelfinale durch eine knappe Punktniederlage gegen Jerry Belmontes frühzeitig aus. Er gewann aber dann im August 2007 die US-amerikanische Olympiaausscheidung (Trials) in Houston im Leichtgewicht. Er siegte dabei über Terence Crawford (17:12), Miguel Gonzales (23:13), Jerry Belmontes (32:23) und Miguel Gonzalez jeweils nach Punkten.
Bei den Weltmeisterschaften 2007 in Chicago gewann Sadam Ali zunächst gegen José Pedraza aus Puerto Rico nach Punkten (25:17), unterlag aber in der Runde der letzten 32 gegen Hravchik Javakhjan aus Armenien nach Punkten (16:20) und schied aus. Weitaus erfolgreicher war er bei dem sich anschließenden Test-Turnier für die Olympischen Spiele in Peking. Er besiegte dort Jean Gomis aus Frankreich (29:11), Francisco Vargas aus Mexiko (29:22) und Owethu Mbira aus Südafrika (26:10) nach Punkten und unterlag erst im Finale gegen Serik Scheleylow aus Kasachstan nach Punkten (17:30).
Nach diesem Turnier fand in Zunyi/China ein Dreiländerkampf USA – Kasachstan – China statt. Vor diesem Turnier wurden Dopingtests genommen, bei denen die Probe von Sadam Ali positiv war. In seinem Blut wurden Spuren des verbotenen Mittels "Cathin" gefunden. Normalerweise zieht ein solcher Befund eine zweijährige Sperre für alle nationalen und internationalen Kämpfe nach sich. Sadam Ali gelang es jedoch den internationalen Boxverband AIBA davon zu überzeugen, dass er in Zunyi wegen einer Verletzung ein Medikament einnehmen musste, das irrtümlicherweise mit einem Medikament vermischt wurde, das Cathin enthielt. Die AIBA verminderte daraufhin die Sperre auf ein Vierteljahr. Diese lief am 22. Februar 2008 ab.
Sadam Ali konnte deswegen am ersten amerikanischen Qualifikations-Turnier in Port of Spain/Trinidad, teilnehmen und erkämpfte sich dort mit Siegen über Jesus Cuadro aus Venezuela und Juan Nicolas Cuellas aus Argentinien die Fahrkarte nach Peking. Die Niederlage im Finale dieses Turnieres gegen Yordenis Ugás aus Kuba (5:13) spielte für die Olympiaqualifikation keine Rolle mehr.
Bei den Olympischen Spielen in Peking verlor Sadam Ali gleich seinen ersten Kampf gegen den Rumänen Georgian Popescu nach Punkten (5:20). Er erreichte damit nicht die Runde der letzten 16 Boxer und landete mit allen Verlierern seiner Runde gemeinsam auf dem 17. Platz.
- Internationale Erfolge

(WM = Weltmeisterschaften, Fe = Federgewicht, Le = Leichtgewicht, bis 57 kg bzw. 60 kg Körpergewicht)
- 2006, 5. Platz, Junioren-WM in Agadir, Fe, hinter Yordan Frometa, Kuba, Wjatscheslaw Schipunow, Russland, Paul Fleming, Australien u. Hamza Kramou, Algerien;

- 2007, unpl., WM in Chicago, Le, Sieger: Frankie Gavin, England vor Alexei Wiktorowitsch Tischtschenko, Russland;

- 2007, 2. Platz, Test-Turnier für die Olympischen Spiele in Peking, Le, hinter Serik Scheleylow, Kasachstan u. vor Owethu Mbira, Südafrika;

- 2008, 2. Platz, Olympiaqualifikationsturnier in Port of Spain/Trinidad, Le, hinter Yordenis Ugás, Kuba u. vor Juan Nicolas Cuellas, Argentinien;

- 2008, 17. Platz, OS in Peking, Le, nach einer Punktniederlage gegen Georgian Popescu, Rumänien (5:20)

- Länderkämpfe

- 2007 in Bend, Vereinigte Staaten gegen Australien, Le, Punktsieger über William Tomlinson (27:14),
- 2008 in Philadelphia, Vereinigte Staaten gegen Puerto Rico, Le, Punktsieger über Reynaldo Ojeda (40:20)

- Nationale Erfolge

- 2006, 1. Platz, National Golden Gloves, Fe, vor Rico Ramos,
- 2007, 1. Platz, National Golden Gloves, Le, vor Stan Martyniouk,
- 2007, 1. Platz, US-amerik. Olympiaausscheidung (Trials), Le, vor Miguel Gonzalez u. Jerry Belmontes

## Profikarriere
Seit Januar 2009 ist er als Profiboxer aktiv und kämpft anfangs gegen Aufbaugegner, um sich an die veränderten Bedingungen im Profilager zu gewöhnen. Seinen ersten bedeutenden Gegner besiegte er am 21. August 2010; er gewann durch K. o. in Runde 5 über den ehemaligen Latino-Meister der WBC, Lenin Arroyo aus Costa Rica.
Am 19. April 2014 gewann er durch K. o. in der ersten Runde gegen Michael Clark (44-9) und sicherte sich damit die Nordamerikanische Meisterschaft im Weltergewicht. Beim Kampf um den WBO-Titel am 5. März 2016, verlor er vorzeitig gegen Jessie Vargas.